# Quận Wise, Texas
Quận Wise (tiếng Anh: Wise County) là một quận trong tiểu bang Texas, Hoa Kỳ. Quận lỵ đóng ở thành phố Decatur6. Quận được đặt tên theo Henry Alexander Wise. Theo kết quả điều tra dân số năm  2000 của Cục điều tra dân số Hoa Kỳ, quận có dân số 48.793 người.